# Poolbillard-Jugendeuropameisterschaft 2004
Die Poolbillard-Jugendeuropameisterschaft 2004 war die 24. Austragung der von der European Pocket Billiard Federation veranstalteten Jugend-Kontinentalmeisterschaft im Poolbillard. Sie fand in Willingen (Upland) statt.
Ausgespielt wurden die Disziplinen 14/1 endlos, 8-Ball und 9-Ball sowie Mannschafts-Wettbewerbe in den Kategorien Junioren und Schüler. Bei den Juniorinnen gab es Wettbewerbe im 8-Ball und im 9-Ball.

## Medaillengewinner
| Disziplin              | Gold              | Silber              | Bronze                              |        |
| ---------------------- | ----------------- | ------------------- | ----------------------------------- | ------ |
| Junioren – 14/1 endlos | Nicolas Ottermann | Kevin Becker        | Abbas al-Marayati Jacek Walter      | [ 1 ]  |
| Junioren – 8-Ball      | Nicolas Ottermann | Kevin Becker        | Dmitry Volodin Christopher Ahrens   | [ 2 ]  |
| Junioren – 9-Ball      | Bahram Lotfy      | Hubert Łopotko      | Christopher Ahrens Petr Sesekin     | [ 3 ]  |
| Junioren-Mannschaft    | Dänemark          | Deutschland         | Polen Österreich                    | [ 4 ]  |
| Schüler – 14/1 endlos  | Nicolas Ottermann | Kevin Becker        | Abbas al-Marayati Jacek Walter      | [ 5 ]  |
| Schüler – 8-Ball       | Nicolas Ottermann | Kevin Becker        | Christopher Ahrens Dmitry Volodin   | [ 6 ]  |
| Schüler – 9-Ball       | Bahram Lotfy      | Hubert Łopotko      | Christopher Ahrens Petr Sesekin     | [ 7 ]  |
| Schüler-Mannschaft     | Österreich        | Ukraine             | Deutschland Polen                   | [ 8 ]  |
| Juniorinnen – 8-Ball   | Jasmin Ouschan    | Sandra Baumgartner  | Sabrina Tatzl Jasmin Duda-Back      | [ 9 ]  |
| Juniorinnen – 9-Ball   | Jasmin Ouschan    | Sabrina Naverschnig | Jacqueline Biangini Kamila Kolinska | [ 10 ] |